# Land Title Building Annex
Le Land Title Building Annex est un gratte-ciel d'une centaine de mètres situé au 1 400, rue Chestnut, à Philadelphie, en Pennsylvanie, aux États-Unis. Il a été construit pour la plus ancienne compagnie d'assurance de titres dans le monde, la société Land Title Bank and Trust. Le bâtiment a été inscrit sur le Registre national des lieux historiques en 1978.
Les architectes sont l'agence d'architecture D.H. Burnham & Company et 
Horace Trumbauer